# Giacinto Morera
Giacinto Morera (Novara, Italia; 18 de julio de 1856 - Turín, Id.; 8 de febrero de 1909) fue un matemático y físico italiano, que hizo trabajos importantes en análisis complejo.

## Vida y obra
Hijo de un rico comerciante de Novara, Morera se graduó en ingeniería y matemáticas puras en la universidad de Turín. Amplió estudios en las universidad de Pavia, Pisa y Leipzig. En 1886 fue nombrado profesor de mecánica de la universidad de Génova, de la que llegará a ser rector. En 1900 se traslada a la universidad de Turín como profesor de mecánica, cargo que mantendrá hasta su muerte nueve años más tarde.
Morera es recordado por el teorema sobre análisis complejo que lleva su nombre y por sus trabajos en teoría de la elasticidad lineal.